# Sunnyside (película)
Sunnyside (Carlitos al sol o Charlot en el campo) es una película de cine estadounidense  estrenada el 15 de junio de  1919 con la dirección de Charles Chaplin, quien también la protagoniza junto con Edna Purviance, Henry Bergman y Tom Wilson.  

## Reparto
- Charles Chaplin - Mandadero de la hostería.
- Edna Purviance - La bella de la ciudad.
- Tom Wilson - Patrón
- Henry Bergman - Padre de Edna.
- Loyal Underwood - Padre del muchacho gordo.
- Tom Terriss - Joven de la ciudad.
- Tom Wood - Muchacho gordo.
- Helen Kohn - Ninfa
- Olive Burton -Ninfa
- Willie Mae Carson - Ninfa
- Olive Ann Alcorn	- Ninfa

## Sumario
Chaplin representa al mandadero que trabaja sin descanso en una hostería en el campo. Su objeto de interés amoroso es la joven del pueblo representada por  Edna Purviance. Un domingo mientras lleva a pastar las vacas, una de ellas se desvía del camino y se mete en la iglesia provocando pánico. Chaplin cae en una fosa y tiene su primer sueño con ninfas. Los aldeanos lo sacan de la fosa y el patrón lo arroja de nuevo en ella. Un domingo, como consecuencia de un accidente, un joven de la ciudad es traído a la posada. Charlie comienza a imitar las maneras del dctor pensando ganar puntos en tanto que el forastero se ufana perturbando a la joven, pero fracasa estrepitosamente y solamente gana la risa de los pueblerinos y el desdén de su amada. Cuando está a punto de arrojarse bajo un automóvil el joven, ya recuperado, parte del pueblo dejándole una buena propina y el corazón de la joven.

## Comentario
La película fue producida en una época en que según todos los datos la creatividad de Chaplin estaba en baja. Fue recibida con indiferencia por la crítica. En la reseña del New York Time del 16 de junio de 1919 se dice esto de la película: 

Aquellos que vayan a verla se reirán. Chaplin es un empleado para todo servicio en una granja y en un hotel de campo al mismo tiempo. Su mejor parte es cuando utiliza su inimitable pantomima y menos divertido cuando recurre a los golpes y al alboroto, en lo cual no se distingue de los muchos otros comediantes. En "Sunnyside" hay inteligencia y buena pantomima pero, también, muchos golpes, caídas y alborotos.